# Список улиц Мариинского Посада

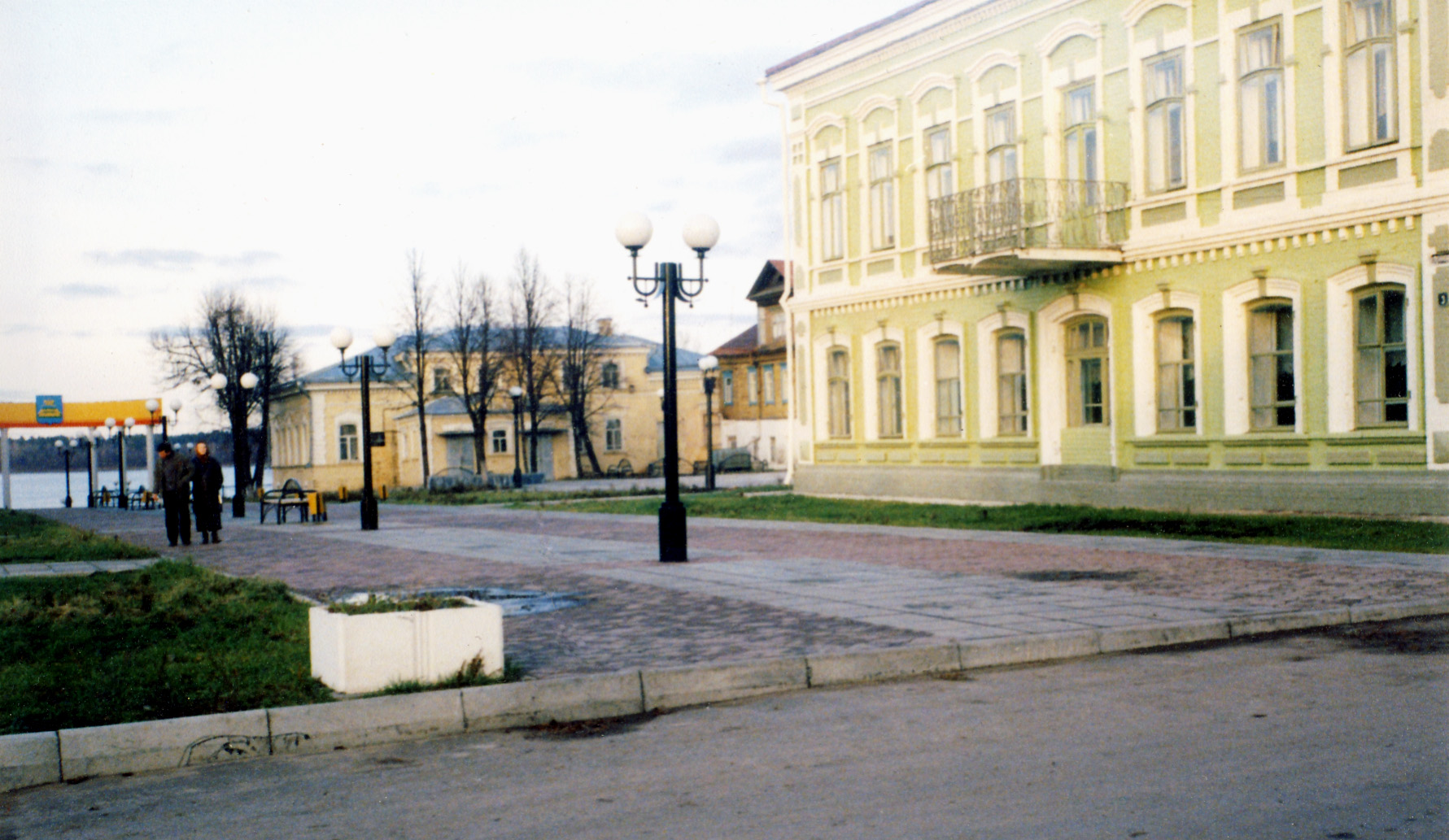
Мариинский Посад. Вид на Ленинскую улицу в сторону Набережной. Справа — здание музыкальной школы, далее краеведческий музей и р. Волга.

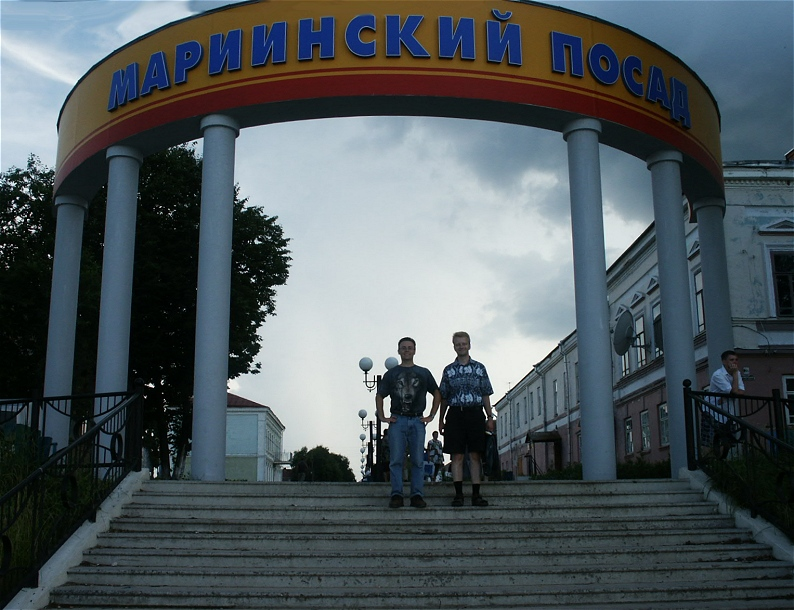
Мариинский Посад. Набережная, вид с Волги.

Список улиц Мариинского Посада включает улицы города Мариинский Посад (осн. в 1620 г.) Чувашской Республики. В настоящее время в городе 123 улицы и 1 переулок. Некоторые улицы названы в честь своих известных земляков (учившихся, работавших или родившихся здесь): космонавта А. Г. Николаева, революционеров П. П. Бондарева и М. А. Малинина. Общегородской центр составляют улицы Николаева, Ленинская, Набережная (правый берег р.Волга). В довоенное время (1930-е гг) именно эти три улицы были единственными, вымощенным камнем. Они же образуют исторический центр города, в котором более полувека проводятся различные праздничные мероприятия (1 и 9 мая, праздник «Акатуй» и другие). 9 июля 1919 года на улице Набережной побывала (и выступала с балкона дома 20) Надежда Константиновна Крупская. Все улицы распределены между 4 основными микрорайонами города: «Коновалово» (западная часть города), исторический центр, «Денисово», «Государева гора» (восточная часть города). Основной въезд в город происходит с юга по ул. Николаева, которая объединяет центральную часть и промышленный узел (при въезде в город). Улицы Ленинская и Фурманова соединяют с центром города «Спиртзавод» (юго-восточная окраина города). Улицы Горького и Котовского соединяют центр с западным микрорайоном «Коновалово».

## Исторический центр
| Название геонима | Длина, км | Местоположение                                                                       | Координаты                   | Примечание |
| ---------------- | --------- | ------------------------------------------------------------------------------------ | ---------------------------- | --- |
| Набережная улица | 0,6       | От улицы Нахимова на западе до Волжской улицы на востоке.                            | 56°07′ с. ш. 47°43,35′ в. д. | На территории улицы располагаются ЗАГС, Краеведческий музей, районный дом культуры, дома XIX века, памятник воинам, погибшим в годы Великой Отечественной войны. |
| улица Николаева  | 3         | От Набережной улицы до южной окраины города, переходя в республиканскую трассу Р174. | 56°07′ с. ш. 47°43,35′ в. д. | На улице размещены здания городской и районной администрации (д. 47, Администрация), районная больница; д. 52, ГОУ СПО «Мариинско-Посадский лесотехнический техникум»; д. 99, Мариинско-Посадское лесничество; д.74, «Чувашхмельмонтаж»; д.93, «Марпосадкабель»; д. 80, Авторемзавод «Марпосадский» и др. |
| Ленинская улица  | 2         | От Набережной уоицы на юго-восток до улицы Фурманова.                                | 56°07′ с. ш. 47°43,35′ в. д. | На улице размещены здания Музыкальной школы (искусств), районная библиотека, дом культуры, краеведческий музей, магазины, автостанция, дома XIX века и др. |

## Улицы и объекты
Источники:

### 1—3
- улица 1 Денисово — микрорайон Денисово, Государева гора[18]
- улица 2 Денисово
- 1-я Луговая улица — дом 17 (Нерядовский фельдшерско-акушерский пункт)[19]
- 2-я Луговая улица
- 3-я Горная улица

### А—И
- улица Белинского
- Берёзовая улица
- Больничная улица
- Больничный переулок
- Большая улица
- улица Бондарева — названа в честь революционера П. П. Бондарева[4]; д. 11, Магазин «Сельхозпродукты»[14]
- Борзовская улица
- Вишневая улица — д. 1, магазин «Рассвет»[14]
- Волгоградская улица
- Волжская улица — МУП «Городок» (баня)[14]
- Вязовая улица
- улица Гагарина
- улица Гайдара
- улица Герцена
- улица Гоголя
- улица Гончарова
- улица Горького
- улица Грибоедова
- улица Дзержинского
- улица Добролюбова
- улица Зои Космодемьянской
- Заводская улица
- Заречная улица
- Зелёная улица
- Июльская улица — д. 25, Гимназия № 1 (бывш. СОШ № 1); д. 25, корп. 1, Розничный рынок ООО «Рынок Макарий»[14], д. 55 (в 2012 открыта аптека «Будь Здоров»)[20]
- улица К. Иванова

### К—Л
- Казанская улица
- Калининская улица
- улица Кирова
- Колхозная улица
- Комсомольская улица
- улица Копылова
- улица Короленко
- улица Космонавтов
- улица Котовского — д. 36, РГУ НПО «Профессиональное училище № 11»; д. 29, ЗАО «Кровля»[21]
- Красная улица
- Красноармейская улица
- улица Крылова
- Кузнечная улица
- улица Куйбышева
- улица Курчатова — На улице располагаются жилые дома (пяти- и двухэтажными, № 1 — № 18) муниципального фонда, а также детсады «Аленушка» (открыт в 1991; дом 20) и «Радуга» (2011; ранее в 1989-2002 гг здесь был садик «Солнышко», закрыт в 2002 и в его здании располагались модельная библиотека, детская школа искусств, дом творчества школьников, центр психолого-педагогической службы, парикмахерская, гинекологический кабинет частной практики, отделение врача общей практики; дом № 11Б), предприятия розничной торговли («Лада», д.13; «Рябинка», д.16А), кафе, пиццерия и др. Здесь в 1978 году был построен (заселен в 1979—1980) 1-й в Мариинском Посаде крупнопанельный дом («Киевский проект») в 5 этажей (№ 12) с лоджиями (северная сторона) и балконами (южная сторона), а также здесь был построен 1-й в городе монолитный дом (№ 15, в 5 этажей с лоджиями). В 2012 открыто кафе «Горячая пицца» (д. 13А)[20][22][23]

- улица Л. Чайкиной
- улица Лазо — д. 76, РГУ НПО «Профессиональное училище № 28»; д.69, «Марпосадский гвоздильный завод»[24]
- Ленинская улица — д. 2, Районный Дом культуры; д. 17, «Водоканал»[25], в 2012 году открыты магазины «Органика» (Ленинская ул., 20), парикмахерская «Ева» (Ленинская ул., д. 22/2)[20]
- улица Лермонтова
- улица Лескова
- Лесная улица
- улица Ломоносова — д. 9, МОУ «Основная общеобразовательная школа» (Коноваловская школа); д. 13, магазин «Пятёрочка» (с 2017); д. 12, МОУ ДОД «Мариинско-Посадский районный Дом детского творчества»[26]
- Луговая улица

### М—О
- Майская улица
- улица Малинина
- Мариинская улица
- улица Маяковского
- улица Менделеева
- Молодёжная улица
- Московская улица
- Набережная улица — д. 20, Отдел ЗАГС (ранее здесь располагались Художественная галерея, Детская школа искусств и Лесная школа-техникум)[27], д.18 (в 2012 открыто кафе «Встреча»; ранее здесь размешались отдел народного образования, детский садик, школа)[20]
- Народная улица — д. 4, ООО «Хлебокомбинат Марпосадского райпо»[28]
- улица Нахимова
- улица Некрасова
- улица Николаева — д. 52, ГОУ СПО «Мариинско-Посадский лесотехнический техникум»; д. 47, Администрация[9]; д. 99, Мариинско-Посадское лесничество[10]; д.74, «Чувашхмельмонтаж»[11]; д.93, «Марпосадкабель»[12]; д. 80, Авторемзавод «Марпосадский»[13], в 2012 открыты магазин «Волжанка» (ул. Николаева 21/а), кафе-бар «Бродвей» (ул. Николаева, д. 93), салон парикмахерской «Кудряшка» (ул. Николаева, д.74), салон красоты «София» при магазине «Три Семерочки» (ул. Николаева)[20]
- Новая улица
- Новинская улица — д. 47, Городской Дом культуры
- Новокрасноармейская улица
- улица О. Кошевого
- Октябрьская улица
- Ореховая улица
- улица Островского

### П—Р
- Пионерская улица
- улица Плеханова
- Полевая улица — д. 9А (2012 открыто кафе «Одиссея»)[20]
- Посадская улица
- Придорожная улица
- Пролетарская улица
- улица Пушкина
- улица Р. Гордеевой
- Рабочая улица
- Речная улица
- Розовая улица
- улица Рукавишникова
- Рябиновая улица

### С—У
- Садовая улица
- улица Салтыкова-Щедрина
- улица Свердлова
- Светлая улица
- Северная улица
- улица Седова
- улица Сеспеля
- Сиреневая улица
- улица Смольникова
- Советская улица
- Солнечная улица
- Сосновая улица
- улица Степана Разина
- Строительная улица
- улица Суворова
- Сундырская улица
- улица Толстого
- улица Тургенева
- улица Успенского
- улица Уткина

### Ф—Я
- улица Фрунзе
- улица Фурманова — д. 36 (в 2012 открыт магазины «Автозапчасти» и «Крепеж»[20]
- улица Чайковского
- улица Чапаева
- улица Чернышевского
- улица Чехова
- улица Чкалова — д. 15, МОУ «Приволжская средняя общеобразовательная школа»
- Школьная улица — д. 4, МОУ «Средняя общеобразовательная школа № 2» (основана как начальная школа в 1918 году на базе бывшего женского начального училища; с 1955 — средняя школа; закрыта в 2009 году)[29]
- улица Шолохова
- улица Щербакова
- улица Щорса
- Юбилейная улица
- Южная улица
- Ярославская улица — д. 2б, Союз «Чернобыль»[30], в 2012 открыто магазин хозтоваров «Ярославский» (Ярославская ул., д. 2Г) и магазин по продаже стальных и межкомнатных дверей (Ярославская ул., д. 2Г)[20]

## Объекты культурного наследия России

### Памятники архитектуры
- Набережная ул., д. 12 — дом, в котором выступала Н. К. Крупская (Памятники архитектуры. Постановление СМ ЧАССР № 128 от 25.02.1974)

- Набережная ул., д. 10 — (Памятники архитектуры. Постановление СМ ЧАССР № 299 от 23.10.1990)

- Набережная ул., д. 16 — (Памятники архитектуры. Постановление СМ ЧАССР № 299 от 23.10.1990)

- Набережная ул., д. 18 — (Памятники архитектуры. Постановление СМ ЧАССР № 299 от 23.10.1990)

- Набережная ул., д. 22 — (Памятники архитектуры. Постановление СМ ЧАССР № 299 от 23.10.1990)

- Набережная ул., д. 30 — нач. XX века (Памятники архитектуры. Постановление СМ ЧАССР № 372 от 29.10.1993)

- Заволжская ул. — комплекс Троицкой церкви и часовни, 1726 г., XIX в. (Памятники архитектуры. Постановление СМ ЧАССР № 128 от 25.02.1974)

- Казанская ул., 10 — ансамбль Казанской церкви, XVIII в. (Памятники архитектуры. Постановление СМ ЧАССР № 128 от 25.02.1974)

- Ленинская ул., д.1 — (Памятники архитектуры. Постановление СМ ЧАССР № 299 от 23.10.1990)

- Ленинская ул., д.3 — (Памятники архитектуры. Постановление СМ ЧАССР № 299 от 23.10.1990)

- Ленинская ул., д.13 — (Памятники архитектуры. Постановление СМ ЧАССР № 299 от 23.10.1990)

- Ленинская ул., д.14 — (Памятники архитектуры. Постановление СМ ЧАССР № 299 от 23.10.1990)

- Ленинская ул., д.15 — (Памятники архитектуры. Постановление СМ ЧАССР № 299 от 23.10.1990)

- Ленинская ул., д.16 — (Памятники архитектуры. Постановление СМ ЧАССР № 299 от 23.10.1990)

- Ленинская ул., д.20 — (Памятники архитектуры. Постановление СМ ЧАССР № 299 от 23.10.1990)

- Ленинская ул., д.21 — (Памятники архитектуры. Постановление СМ ЧАССР № 299 от 23.10.1990)